# NOVA (odżywianie)
Klasyfikacja NOVA – podział żywności na cztery grupy w zależności od stopnia i metody przetworzenia jej składników. System ten został po raz pierwszy zaprezentowany w roku 2009 na uniwersytecie São Paulo przez profesorów: Carlos Augusto Monteiro, Geoffrey Cannon, Renata Levy, Jean-Claude Moubarac, Patricia Jaime, Ana Paula Martins, Daniela Canella, Maria Louzada i Diana Parra.
Na arenie międzynarodowej indeks żywności NOVA jest uwzględniony m.in. przez Światową Organizację Zdrowia, Organizację Narodów Zjednoczonych do spraw Wyżywienia i Rolnictwa, ministerstwo zdrowia Brazylii w zaleceniach żywieniowych.

## Grupy żywności

NOVA grupa 1

## Grupy żywności[5]

### Grupa 1: Żywność nieprzetworzona lub przetworzona w niewielkim stopniu
Wszystkie jadalne części roślin (owoce, nasiona, liście, łodygi, korzenie, bulwy) i zwierząt (mięso, podroby, jaja, mleko), a także grzyby, glony oraz woda. Żywność ta może być poddana co najmniej jednemu przemysłowemu procesowi obróbki: usuwanie niejadalnych lub niepożądanych części, suszenie, kruszenie, mielenie, frakcjonowanie, prażenie, gotowanie, pasteryzacja, schłodzenie, zamrażanie, umieszczenie w pojemnikach, pakowanie próżniowe, fermentacja bezalkoholowa i inne metody, podczas których nie dodaje się soli, cukrów lub tłuszczów, albo innych substancji. Głównym celem tych procesów jest przedłużenie przydatności żywności do spożycia.
Przykłady produktów z tej grupy: świeże mięso i ryby, owoce morza, jaja, mleko pasteryzowane, jogurty bez dodatków, masło, kawa, przyprawy, świeże owoce i warzywa oraz świeżo wyciskane soki, mrożonki, zboża, suszone grzyby, orzechy i nasiona.

NOVA grupa 2

### Grupa 2: Składniki kulinarne (produkty pochodne)
Produkty otrzymane przy pomocy różnych procesów fizycznych i chemicznych (np. tłoczenie, rafinacja, mielenie). Produkty z grupy 2 są przeważnie spożywane z produktami z grupy 1, ponieważ są de facto wykorzystywane do przygotowywania żywności z grupy 1 do spożycia np. zupa, sałatka, rosół. Produkty te mają różne wartości odżywcze i zastosowanie.
Druga grupa obejmuje: cukier, oleje roślinne oraz tłuszcze zwierzęce, masło, smalec, ocet, mleko kokosowe, mąka kukurydziana, syrop klonowy, miód.
Produkty z tej grupy mogą zawierać dodatki przedłużające trwałość tych produktów.

NOVA grupa 3

### Grupa 3:Żywność przetworzona
Są to przetworzone pokarmy grupy 1, w których składniki zostały poddane procesowi konserwacji w puszce, słoiku, butelce (w przypadku pieczywa i serów wykorzystuje się fermentację bezalkoholową) oraz uzupełnione produktami z grupy 2, czyli cukrem, solą, olejem lub octem w celu przedłużenia przydatności do spożycia, poprawy lub zmiany smaku, lub zwiększenia odporności na zepsucie.
W tej grupie można znaleźć warzywa, owoce oraz rośliny strączkowe w puszkach, słoikach, orzechy prażone oraz z dodatkiem soli, peklowane lub wędzone mięsa i ryby, konserwy rybne, owoce w syropie, świeże niepakowane pieczywo i sery. Napoje alkoholowe, m.in. piwo, cydr lub wino, które powstają w wyniku fermentacji żywności z pierwszej grupy, są zaliczane do grupy 3.

NOVA grupa 4

### Grupa 4:Żywność wysokoprzetworzona
Produkty zaliczane do grupy 4 powstają zazwyczaj z pięciu lub większej ilości czystych składników w ramach złożonego procesu produkcji przemysłowej. W swojej istocie są wynalazkami nowoczesnego przemysłu spożywczego.
Produkty te są tanie, gotowe od razu do spożycia, apetycznie wyglądają, mają atrakcyjne opakowanie i co najważniejsze, są bogate w tłuszcz, cukier, sól i sztuczne dodatki. Za produktami tego typu stoją kampanie marketingowe międzynarodowych marek.
Są to produkty otrzymywane w sposób przemysłowy z substancji pozyskanych z produktów spożywczych lub syntetyzowanych z innych organicznych źródeł, najczęściej nie mają odpowiedników otrzymywanych w warunkach domowych z uwagi na stosowanie złożonych przemysłowych procesów technologicznych. Przy ich produkcji stosowane są np. kazeina, serwatka, oleje utwardzone, sztuczne dodatki, zazwyczaj w celu poprawy smaku, barwniki, emulgatory, substancje słodzące (zamienniki cukru).
Przykładami żywności z tej grupy są: napoje gazowane, napoje energetyzujące, pakowane przekąski, czekolada, lody, wyroby cukiernicze, ciastka, cukierki, batony energetyczne, substancje do smarowania (smarowidła), słodycze; przemysłowo produkowany, pakowany chleb; margaryny, płatki śniadaniowe, pizza, paluszki rybne, parówki, hamburgery, hot dogi, zupy błyskawiczne, wódka. To tylko niektóre przykłady żywności wysokoprzetworzonej.

## Wady klasyfikacji NOVA
- Nie uwzględnia różnic pomiędzy domowym a przemysłowym przetwórstwem żywności.
- Nie uwzględnia wartości odżywczej żywności, a jedynie stopień jej przetworzenia.

W celu ograniczenia wad tej klasyfikacji oraz przedstawienia w sposób bardziej przejrzysty kluczowych informacji na temat produktu spożywczego zalecane jest stosowanie NOVA w połączeniu z innymi systemami klasyfikacji:

Uproszczony system oznaczania żywności Nutri-Score

- Klasyfikacja SIGA – jej prekursorem była klasyfikacji NOVA. Klasyfikacja SIGA proponuje dokładniejszy podział żywności na 8 grup[8].
- Klasyfikacja Nutri-Score – informuje konsumenta w jasny i przejrzysty sposób w postaci kolorów i liter od A do E o jakości i wartości odżywczej produktu[9].